# Dystrykt Nyenebo
Dystrykt Nyenebo – dystrykt w hrabstwie River Gee, we wschodniej części Liberii. 
Położony jest 370 km na wschód od stolicy kraju – Monrovii, oddalony 35 km od siedziby administracyjnej hrabstwa River Gee, miasta Fish Town. Dystrykt znajduje się na granicy Liberii z Wybrzeżem Kości Słoniowej. 

## Demografia
Według spisu ludności z 2008 roku jednostka liczyła sobie 5 731 mieszkańców. Natomiast według spisu ludności przeprowadzonego w 2022 roku, dystrykt ma populację liczącą 7 905 mieszkańców, co czyni go siódmym co do wielkości zaludnienia dystryktem w hrabstwie.
Dane z 2008:
| Opis      | Ogółem | Ogółem | Mężczyźni | Mężczyźni | Kobiety | Kobiety |
| --------- | ------ | ------ | --------- | --------- | ------- | ------- |
| Jednostka | osób   | %      | osób      | %         | osób    | %       |
| Populacja | 5 731  | 100    | 3 060     | 53,4      | 2 671   | 46,6    |

Dane z 2022:
| Opis      | Ogółem | Ogółem | Mężczyźni | Mężczyźni | Kobiety | Kobiety |
| --------- | ------ | ------ | --------- | --------- | ------- | ------- |
| Jednostka | osób   | %      | osób      | %         | osób    | %       |
| Populacja | 7 905  | 100    | 4 113     | 52        | 3 792   | 48      |

## Sąsiednie dystrykty
Kurluway 1, Nyorker, Tuobo